# Punto caldo delle Canarie

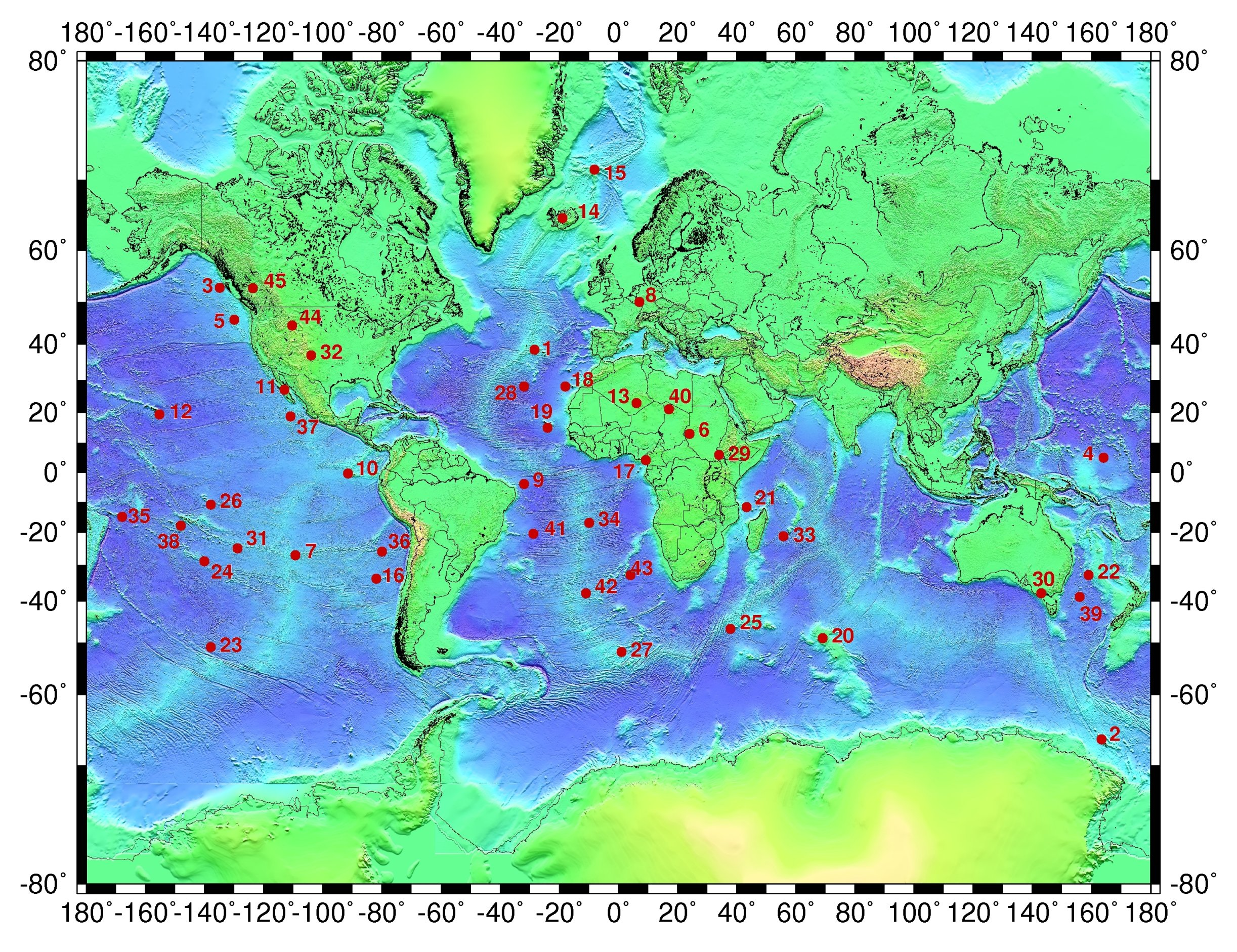
Il punto caldo delle Canarie è indicato sulla mappa con il numero 18.

Il punto caldo delle Canarie è un punto caldo vulcanico che si ritiene sia situato nei pressi delle Isole Canarie, al largo della costa nordoccidentale dell'Africa. La presenza in quest'area di un punto caldo è, comunque, solo supposta poiché sono state avanzate altre ipotesi per spiegare i fenomeni di vulcanismo lì presenti.
Si ritiene che alla base del punto caldo delle Canarie sia presente un pennacchio del mantello (in inglese mantle plume) relativamente profondo il quale avrebbe, appunto, dato origine al punto caldo circa 60 milioni di anni fa.

## Attività recente
Tra luglio e settembre 2001, l'isola di El Hierro, nell'arcipelago delle Isole Canarie, è stata colpita da migliaia di scosse di piccole entità che si ritiene siano il risultato di movimenti magmatici occorsi al di sotto dell'isola. Ciò ha portato a temere l'imminenza di una eruzione, eruzione che si è poi in effetti verificata iniziando il 10 ottobre 2011, nei pressi di una fessura vulcanica presente sul fondale oceanico situata circa 1 km a sud dell'isola, per poi terminare nel marzo del 2012. Dopo la cessazione della suddetta eruzione, l'attività vulcanica ha avuto un nuovo incremento, senza però manifestare fenomeni eruttivi, a partire dal settembre 2012, ciò ha fatto ipotizzare che in un futuro non troppo lontano una nuova isola, attualmente in formazione, potrebbe affiorare in quella regione di mare.